# Pop Concerto Orchestra
Die Band Pop Concerto Orchestra war eine französische Popgruppe die von 1970 bis 1985 bestand. Sie wurde von den beiden Komponisten Olivier Toussaint und Paul de Senneville gegründet. Toussaint fungierte als Sänger der sechsköpfigen Band. Viele Titel waren instrumental dem Easy Listening zuordenbar und mit einem Orchester eingespielt worden.
Mit der Single Eden is a Magic World (1982) hatte man einen Nummer-1-Hit in Frankreich.

## Diskografie (Alben)
- 1971: Pop Concerto Orchestra
- 1973: Orchestraux N°1
- 1974: Pop Concerto Orchestra
- 1974: Supers Orchestraux
- 1974: She Wears A Rainbow
- 1975: Pop Concerto Orchestra
- 1977: Super Stars Tele
- 1982: Eden is a Magic World